# Gunung Kurik (berg i Indonesien)
Gunung Kurik är ett berg i Indonesien.   Det ligger i provinsen Aceh, i den västra delen av landet, 1 600 km nordväst om huvudstaden Jakarta. Toppen på Gunung Kurik är 2 085 meter över havet. Gunung Kurik ingår i Van Daalen Mountains.
Terrängen runt Gunung Kurik är bergig österut, men västerut är den kuperad.  Trakten runt Gunung Kurik är nära nog obefolkad, med mindre än två invånare per kvadratkilometer. I omgivningarna runt Gunung Kurik växer i huvudsak städsegrön lövskog.